# San Damiano d'Asti
San Damiano d'Asti er en italiensk by (og kommune) i regionen Piemonte i Italien, med omkring 8.056(2023) indbyggere.  